# シグナス CRS OA-7
シグナス CRS OA-7（以前はOrbital-7として知られていた）はオービタルATKの無人宇宙補給機シグナスの8回目のフライトであり、NASAとオービタルATKの間商業補給サービス契約下の7回目の国際宇宙ステーションへのフライト。このミッションは2017年4月18日 15:11:26 UTCに打ち上げられた。オービタルATKとNASAは国際宇宙ステーション（ISS）への商業貨物補給サービスを提供する新しい宇宙輸送システムを共同開発した。商業軌道輸送サービス（COTS）計画のもと、当時のオービタル・サイエンシズが中型ロケットのアンタレス、先進的な機動宇宙船のシグナスを設計及び組立て、提携企業のタレス・アレーニア・スペースから与圧貨物モジュールの供給を受けた。
シグナス OA-7は、マーキュリー・アトラス6号で地球の軌道に到達した初めてのアメリカ人宇宙飛行士であるとともに、2021年まではSTS-95で宇宙に行った最年長者だった宇宙飛行士で上院議員のジョン・ハーシェル・グレンを称えて宇宙船ジョン・グレンと名付けられた。

## 来歴

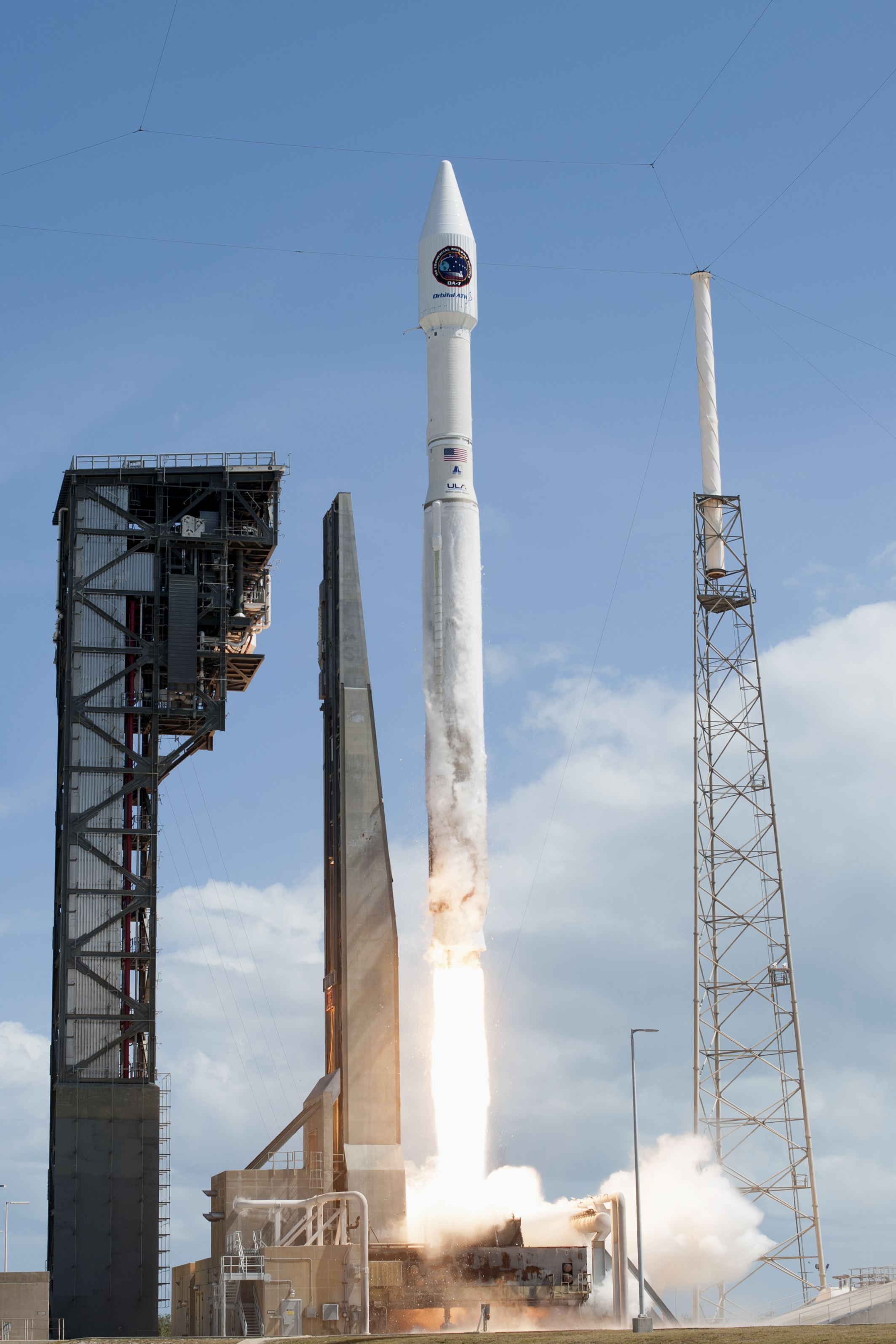
シグナス CRS OA-7ミッションの打ち上げ

2013年9月に商業軌道輸送サービスの実証飛行が成功し、オービタルATKは商業補給サービス計画に基づき2014年中に2回のISS補給ミッションを請け負うことになった。しかし、3回目の打ち上げとなるシグナス CRS Orb-3はアンタレス130ロケットが離床直後に爆発したため失敗に終わってしまった。同社はアンタレス100シリーズを廃止して新しい推進システムの導入を加速させた。アンタレスシステムは第1段エンジンに新規に製作されたRD-181エンジンを搭載して頼性の向上とペイロードの増加が図られた。
その間、同社は2015年12月のCRS OA-4と2016年3月のCRS OA-6を飛行させるためにユナイテッド・ローンチ・アライアンス（ULA）と2機のアトラスVロケットをフロリダ州のケープ・カナベラルから打ち上げる契約を結んだ。
新しいアンタレス230のミッション（シグナス CRS OA-5）は2016年10月まで遅延したが無事に成功した。OA-7として知られるこの特定のミッションにより、オービタルATKは当初のCRS契約のペイロード義務をカバーすることができた。NASAからの要求により、ISSへ届けるペイロードを増やすためにOA-7ではアンタレスからアトラスVロケットに変更された。アンタレスのフライトは2017年11月のOA-8E（NASAとのオービタルATKの延長契約の初ミッション）に変更となった。
シグナス宇宙船の製造と組立てはバージニア州ダレスで行われた。シグナスのサービスモジュールと与圧貨物モジュールの結合は打ち上げ施設で行われ、ミッションの運用はバージニア州ダレスとテキサス州ヒューストンの管制センターから行われた。
シグナス OA-7は2017年4月18日の15:11:26 UTCにアトラスV 401に搭載されて打ち上げられた。貨物宇宙船は2017年4月22日にISSとランデブーして係留され、43日間弱とどまった。
2017年6月1日にNASAはシグナスの係留解除を予定よりも一か月前倒しする意向を発表した。係留解除の準備として、2017年6月2日にシグナスはカナダアーム2に把持された。2017年6月4日の早い時間に、シグナスをステーションに固定してたボルトが取り外され、11:05 UTCにカナダアーム2によって係留解除された。ステーションに搭乗中の乗組員がシグナスをリリース姿勢に動かし、13:10 UTCにカナダアームからリリースされた。その一分後、シグナスはISSから遠ざかるための一連の離脱噴射を開始した。
20:00 UTCごろに、シグナスに搭載されたSAFFIRE III実験装置に実行指令が送られた。この実験では宇宙船の素材サンプルが低重力環境でどのように燃焼するのかテストするために、サンプルに制御した点火が行われる。2017年6月8、4機のLEMUR-2 キューブサットが、1対は20:46 UTCに、もう1対は23:46 UTCに展開された。シグナスの再突入は2017年6月11日に予定されており、宇宙船が地球の大気圏内で分解し始めると、RED-Data2実験の一環として3機の探査機が放出され、再突入時に高温の物質がどのように反応するかに関するデータを収集するとともに、宇宙船の再突入時の分解のようすを明確にする一助となった。
2017年6月11日にオービタルATKはこのミッションが17:08 UTCに宇宙船ジョン・グレンの再突入および破壊によって公式に終了したことを発表した。宇宙船はニュージーランド東方の太平洋上空に再突入し、およそ1,950 kgの廃棄物と不要なハードウェアが処分された。

## 宇宙船

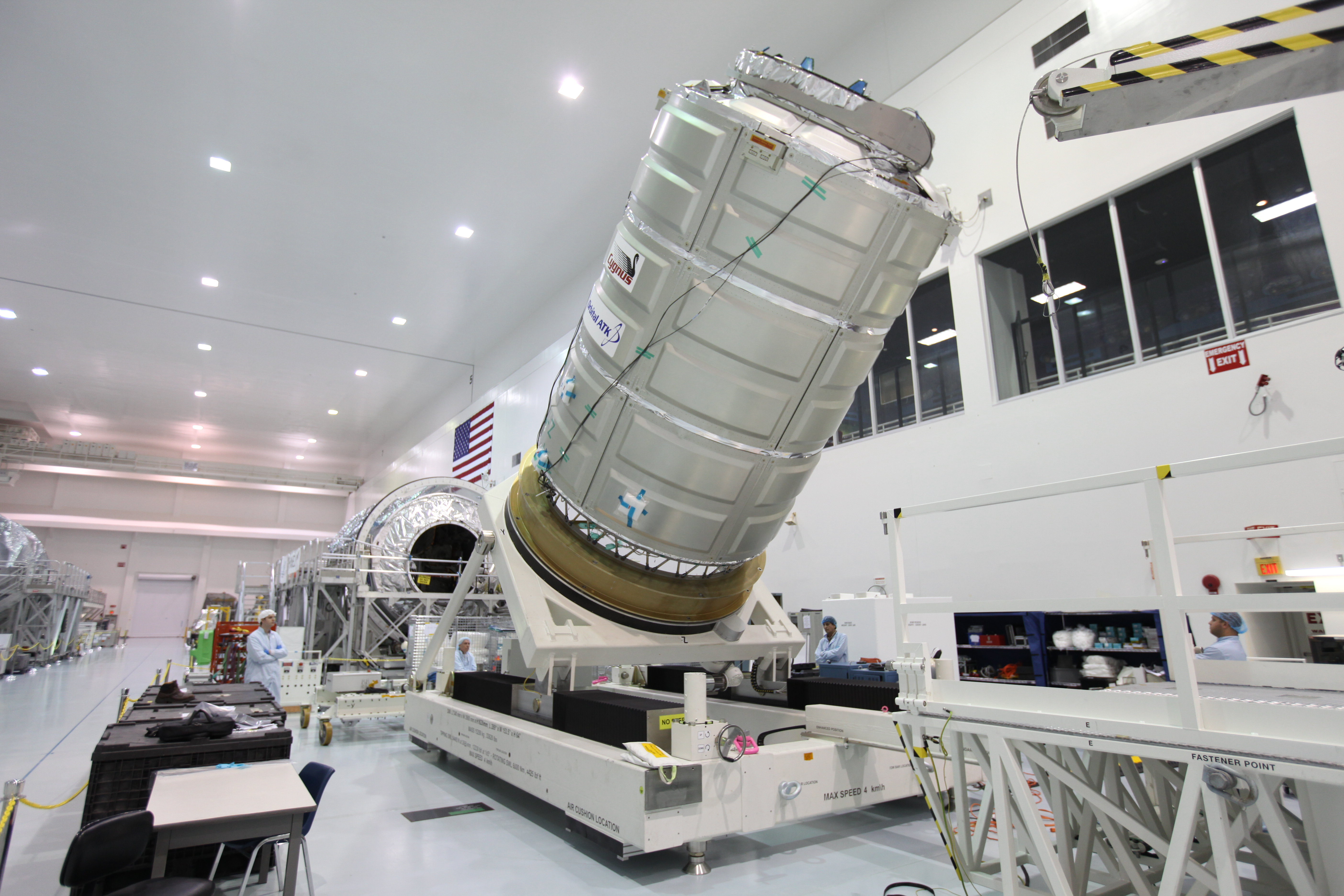
宇宙ステーション整備施設内でのシグナス宇宙船

このミッションはオービタルATKのNASAとの商業補給サービス契約下での10回のフライトの7回目のフライトだった。また、拡大型のシグナスPCM（与圧貨物モジュール）の4回目のフライトだった。宇宙船と搭載された貨物はケネディ宇宙センターの宇宙ステーション整備施設で準備された。

## 貨物の内訳
OA-7は、総計で3,459 kgの物資を軌道上に輸送した。これは国際宇宙ステーションへのしっかりと梱包された3,376 kgの与圧貨物、ISSからのシグナス宇宙船の係留解除後に展開された4機のキューブサットからなくる83 kgの非与圧貨物で構成されていた。OA-7には、ISSのきぼうモジュールから展開さた他の34機のキューブサットも搭載しており、その中にはQB50プログラムの一環として大学生によって構築された28機が含まれてい。